# Congar
Saint Congar (ou saint Kongar, ou saint Congard ;  en gallois Cyngar) fait partie des saints bretons de la Bretagne au VIe siècle non reconnus officiellement par l'église catholique romaine. Lui-même et d'autres personnages avec qui il pourrait être confondu, sous des noms voisins comme saint Congall ou saint Comgall ainsi que saint Gongat, sont présentés ici. Il est fêté le 7 novembre.

## Hagiographie
Sa vie est très peu connue et plusieurs versions différentes et contradictoires existent :
- ce serait un moine d'origine galloise, qui aurait fondé plusieurs monastères dans le Devonshire. Il fut enterré à Congresbury, paroisse anglaise du comté de Somerset[3]. Il aurait été abbé selon les uns, évêque selon les autres[2] ;
- selon Dom Lobineau, « Grand voyageur, se montra fidèle imitateur de Saint Paul, premier ermite, et de saint Antoine. On ne sait ni le jour, ( ni le pays)  ni même l’année de son trépas, arrivé vers le commencement du VIIIe siècle»[4] ;
- selon le "Dictionnaire des saints bretons", ce serait un ermite d'origine irlandaise[5] ;
- selon Bernard Tanguy, c'est un « saint breton honoré au Pays de Galles et en Cornouailles anglaise ; il est habituellement fêté le 27 novembre, alors que le patron de Landéda l’est le 12 mai, date qui est celle de la fête de saint Congal ou Comgall, abbé de Holliwood, en Écosse,  qui ne ferait qu’un avec saint Congal[6]. Ce saint Comgall serait né entre 510 et 520 à Dàl Dàl (Dalaradia) en Ulster dans le comté d'Antrim. Il aurait vécu un temps sur une île du Lough Erne, puis aurait fondé avec des compagnons comme saint Colomban[7], saint Finian et saint Brendan plusieurs monastères, le plus célèbre étant Bangor, situé dans l'actuel comté de Down, sur la rive sud du Belfast Lough, fondé en 552 selon les chroniques irlandaises et obéissant à une règle monastique très sévère ressemblant à la règle de saint Benoît. Décédé dans d'atroces souffrances, il aurait reçu l'extrême-onction des mains de saint Fiacre et serait décédé à Bangor en 597 ou 602 ;
- selon Jean-Baptiste Ogée[8], la paroisse de « Landéda est sous l'invocation de saint Gongat, évêque ». Cette thèse a été reprise par Ronan Langongat « Le patron de la paroisse de Landéda est bien saint Gongat. Son nom se donne encore dans la commune, on y compte aujourd’hui six Gongat, dont l’âge s’échelonne de 20 à 75 ans (seront ainsi nommé, un Le Verge (Gongat), officier principal des Equipages…… ; au premier conseil de la commune en 1791, figure déjà un Gongat Bescond) »[9]. Le "Bréviaire de Saint-Pol-de-Léon"[10], qui date de 1516, sant Guongadi (en latin), saint Gongat en français, fêté le 13 février, est le saint patron de Landéda.

L'incertitude subsiste donc entre ces différents versions de la vie de ce saint aux graphies multiples.

## Son culte et ses traces actuellement
- Plusieurs églises portent son nom au Pays de Galles
- en Bretagne :
  - Saint-Congard, commune française du Morbihan en Bretagne
  - L'église paroissiale de Landéda (Finistère) est dédiée à saint Congar.
  - Plouzané (Finistère) : une chapelle de Langongar a existé (petit oratoire rectangulaire, ancienne chapelle du XVIe siècle).
  - Ploujean (Finistère) : il y subsiste un manoir de Coatcongar.
  - Le manoir de Lescongar (son nom signifie "cour de Congar") en Plouhinec (Finistère)
  - Lannion (Côtes d'Armor) : quartier de Goas Congar